# Exon Trapping

Übersicht über das Exon Trapping. Vom dargestellten Plasmid wird eine RNA transkribiert die ein Intron (blaue Linie) flankiert von zwei Exons (gelbe Kästen) enthält. Durch Splicing wird das Intron entfernt. Befindet sich nun eine beliebige zusätzliche DNA-Sequenz im Plasmid, die ein weiteres Exon (oranger Kasten) mit flankierenden Sequenzen (orange Linie) enthält, so kann dieses im späteren Produkt „gefangen“ und identifiziert werden (daher „trapping“)

Exon Trapping ist eine Methode, um die informationstragenden Teile der DNA, die Exons, im Labor nachzuweisen und von den nichtinformationstragenden Teilen, den Introns, zu unterscheiden.
Die algorithmische Voraussage von Exons auf Grundlage von durch DNA-Sequenzierung gewonnener Daten stellt sich als äußerst schwierig dar, da die Grenzen der Exons und Introns – die sogenannten splice sites – stark degeneriert sind. Zudem beeinflussen weitere cis-Elemente, so genannte Splicing-Enhancer oder Splicing-Silencer, das Prozessieren der Primärtranskripte (vgl. auch Splicing).
Wegen dieser Probleme wurde die Methode des Exon-Trappings entwickelt, um Exons experimentell nachweisen zu können.
Grundlage dafür ist ein Plasmid, das nach Einbringen (vgl. Transfektion) in eukaryotische Zellen zur Expression einer RNA führt. Diese RNA enthält selber üblicherweise ein Intron, was die Zelle dann im Zuge des Splicings entfernt. Um ein Exon (oder einen Teil davon) zu finden, können nun wahllos DNA-Fragmente in dieses Intron des Plasmids kloniert werden. Befindet sich ein Exon (oder Teile davon) in diesem DNA-Fragment, so erkennt dies die zelluläre Maschinerie und berücksichtigt es beim Splicing. Dies führt dazu, dass das Exon schließlich im fertigen Produkt gefunden und daraus sequenziert werden kann (vgl. nebenstehende Abbildung).
Nachteile: Zum einen stellt das Klonieren der DNA-Fragmente in den Vektor und die spätere Analyse einen zum Teil nicht unerheblichen Arbeitsaufwand da. Zum anderen werden Exons (oder Teile davon) aus dem natürlichen Kontext gerissen was unter anderem dazu führen kann, dass wichtige Elemente (wie Splicing-Enhancer) verloren gehen und Exons nicht immer zuverlässig erkannt werden.
Es gibt eine Reihe von Abwandlungen dieser Exon Trapping Vektoren, prinzipiell beruht aber das Prinzip auf der oben geschilderten Theorie.
Aufgrund der umfangreichen cDNA und EST-Datenbanken die mittlerweile entstanden sind verliert das Exon-Trapping zunehmend an Bedeutung.